# Anders Pålsson
Anders Pålsson, född 1781 i Trönninge socken, död där 1848, var en svensk (halländsk) bonadsmålare.
Anders Pålsson tillhörde de så kallade "Gyltigemålarna", och var tidvis verksam i Gyltige, Breareds socken som medhjälpare åt bonadsmålaren 
Johannes Nilsson (1757-1827). Han var mycket produktiv, och var verksam i större delen av södra Halland och västra Småland.